# Río Huyva
El Huyva (también Houyva o Huyvy) (en ucraniano: Гуйва, en ruso: Гуйва) es un río del norte de Ucrania, que discurre por el raion de Koziatyn, el óblast de Vínnitsa, el  raión de Andrushivka y el  raión de Yitomir. Es un afluente  del río Teteriv.
El río tiene una longitud de 97 km y el área de su cuenca 1.505 km ². El Huyva pasa por las ciudades de Koziatyn y Andrushivka.
Los afluentes más grandes son: Pustoha, Kodenka.